# Astrild à joues orange
Estrilda melpoda
Espèce
Statut de conservation UICN

 LC  : Préoccupation mineure
Statut CITES
L'Astrild à joues orange (Estrilda melpoda) est une espèce de passereaux de petite taille appartenant à la famille des Estrildidae.

## Description et éléments divers
L'Astrild à joues orange est un oiseau compact de taille réduite (environ 9 à 10 cm de long) avec un bec fort de couleur rouge orange,. Ses yeux sont brun foncé. Ses joues sont orange vif d'où son nom commun, l'extension de cette couleur est souvent moindre chez la femelle. Notons que le dimorphisme sexuel reste très faible. Le plumage est brun gris dans l'ensemble avec le ventre et le dessous de la queue blanc jaunâtre. La zone postérieure du croupion est rouge foncé et le dessus de la queue noir,. Les ailes et le dessous de la queue présentent une coloration brun intense. Les pattes sont brun clair à roses. Le juvénile est plus terne et chamois, son bec est noir et non pas rouge. 
L’espèce est loquace, notamment en groupe,. Elle émet diverses suites rapides douces de srii-srii-srii-srii ou de tsiiit-tsiit, de swiiii, swiiii, swiiii ou encore de tsii-rii-rii, tsii-rii-rii, tsii-rii-rii. Les astrilds à joues orange se nourrissent dans les hautes herbes, de graines qu'ils saisissent sur les tiges à ou encore en se promenant sur le sol.

## Répartition
L'aire de répartition comprend à l'origine L'Afrique de l'Ouest et celle centrale. Elle y est présente essentiellement depuis le Sénégal au Nord, jusqu'en Angola au Sud, et en RDC à l'Est,,. Par contre on la retrouve aussi hors de cette zone, au Moyen-Orient (rarement), à Porto Rico, en Martinique, en Guadeloupe, au Texas, en Californie, à Hawaï, à Singapour, Hong Kong et Taiwan,. Ces présences relativement isolées semblent refléter une introduction par saut, donc d'origine anthropique. Peut-être au travers d'élevages et de conservation en captivité.
L'espèce habite une large gamme d'habitats comme les savanes boisées, les clairières herbeuses à la lisière des zones cultivées, les marécages et les bordures des forêts ou encore les forêts claires.

## Statut de conservation
En 2021, l'UICN considère le statut de cette espèce comme étant de préoccupation mineure.